# Ishigaq
En la mitología inuit los Ishigaq o Ijiraq, son pequeñas criaturas imaginarias de las leyendas esquimales en las cuales raptan a los niños y los esconden para siempre. Su nombre significa "el que se esconde". Presuntamente miden cerca de doce pulgadas de altura y se desplazan por el suelo, viviendo más tiempo que los esquimales.

## Otros usos
La luna de Saturno se llama Ijiraq en referencia a esta criatura.